# Pallidochromis tokolosh
Pallidochromis tokolosh ist eine räuberisch lebende, afrikanische Buntbarschart, die endemisch im südöstlichen Teil des ostafrikanischen Malawisees vorkommt. Das Art-Epitheton tokolosh stammt wahrscheinlich aus der Mythologie der Zulu. Der Tokoloshe ist dort ein zwergenhaftes, böses Fabelwesen.

## Merkmale
Pallidochromis tokolosh kann 28 bis 35 cm lang werden und ähnelt im äußeren Erscheinungsbild den Arten der Gattungen Diplotaxodon und Rhamphochromis. Von Diplotaxodon unterscheidet sich die Art durch ihre längeren, mit einem weiteren Abstand angeordneten Zähne und das weniger aufwärts gerichtete Maul, von Rhamphochromis durch die größeren Augen und die weniger langgestreckte Gestalt. Pallidochromis tokolosh ist einfarbig silbrig gefärbt und zeigt kein Streifen- oder Fleckenmuster. Der Unterkiefer steht weit vor. Die Kiefer sind mit weit auseinander stehenden, einfachen Zähnen besetzt, von denen lediglich die in der äußeren Reihe stehenden vergrößert sind. Verglichen mit ähnlichen Buntbarschen ist die Wirbelzahl gering.

## Lebensweise
Pallidochromis tokolosh ist ein piscivorer Raubfisch, der bodennah in Tiefen von 50 bis 150 Metern lebt. Wie fast alle Buntbarsche des Malawisees ist Pallidochromis tokolosh ein Maulbrüter.